# أليس فيشر (ممثلة)
أليس فيشر (بالإنجليزية: Alice Fischer) هي ممثلة أمريكية، ولدت في 16 يناير 1869 في تير هوت في الولايات المتحدة، وتوفيت في 23 يوليو 1947 في نيويورك في الولايات المتحدة.

## وصلات خارجية
- أليس فيشر على موقع IMDb (الإنجليزية)
- أليس فيشر على موقع قاعدة بيانات برودواي على الإنترنت (الإنجليزية)